# Camí de Sellamana
El Camí de Sellamana és un camí que discorre pel terme de Castell de Mur, en terres del Meüll, de l'antic terme de Mur, al Pallars Jussà.
Arrenca del vessant nord-est de les Mosques, a prop de la Mare de Déu de la Collada, on es troben el Camí de Sellamana, el de Miravet i el de la Serra d'Estorm. En surt cap al nord-oest, pel costat de ponent de la Roca de la Quadra i el de llevant del Vedat de la Grisa, a l'esquerra de la llau de Farmicó. Quan arriba a la Cornassa, fa la volta a la capçalera de la llau de Farmicó, i passa pels peus del contrafort sud-oriental de la Serra del Meüll, passa per damunt del Tros de Sellamana i al cap d'una mica arriba a la casa de Sellamana.
Aquest camí té una variant, que enllaça Sellamana amb Casa Farmicó: el Camí de Sellamana és aquest camí d'enllaç, vist des de Farmicó; a l'inrevés, s'anomena Camí de Farmicó.

## Etimologia
Pren el nom de la casa on mena.